# Праздник Солнца
| Первый рассвет | Здравствуй, солнце! |
| 11.01.2014     | 26.01.2014          |
| 11.01.2015     | 25.01.2015          |
| 12.01.2016     | 31.01.2016          |
| 11.01.2017     | 29.01.2017          |
| 11.01.2018     | 31.01.2018          |

Праздник Солнца («Здравствуй, Солнце!») — праздник встречи вернувшегося после полярной ночи солнца, отмечаемый в крупнейшем в России и мире заполярном городе — Мурманске. Праздник отмечается в январе. Празднование принимает разные формы — так, нередко на площади Пять Углов устанавливаются сцены, выступают театральные коллективы, проходят народные гуляния.
Полярная ночь на широте Мурманска начинается в начале декабря и заканчивается в середине января следующего года. Примерно в это время, когда первый луч солнца становится виден в юго-восточной части небосклона, снежный пейзаж на несколько минут озаряет нежно-розовый свет. Находящиеся в низинах жители Мурманска не видят прямых лучей, только их отражение на окружающих сопках. В день, когда солнце впервые в году поднимается над горизонтом, на Солнечной горке проходит праздник «Первый рассвет». В течение января солнце постепенно «набирает силу», и к концу месяца над горизонтом появляется полный его диск. Тогда же, в последнее воскресенье января, проводятся основной праздник «Здравствуй, солнце!».